# Yeşilyurt, Haymana
Yeşilyurt là một xã thuộc huyện Haymana, tỉnh Ankara, Thổ Nhĩ Kỳ. Dân số thời điểm năm 2011 là 329 người.